# Língua mortlockesa
Mortlockês (Kapsen Mwoshulók), também conhecido como Mortlock ou Nomoi, é uma línguante perrtencente ao| grupo Chuukic]] das línguas micronésias dos Estados Federados da Micronésia falada principalmente nas Ilhas Mortlock (Ilhas Nomoi ou baixo Mortlock]] e ilhas alto Mortlock). É quase inteligível com língua satawalesa, com uma inteligibilidade de 18% e uma similaridade lexical de 82%, e com a língua puluwatesa com uma inteligibilidade de 75% e uma similaridade lexical de 83%. A linguagem hoje se tornou mutuamente inteligível com a língua Chuukesa, embora marcada com um sotaque de Mortlockese distinto. Os padrões linguísticos mostram que Mortlockese está convergindo com Chuukês, uma vez que Mortlockese agora tem uma similaridade lexical de 80 a 85%.
Existem aproximadamente 5 a 7 mil falantes de Mortlockês nas Ilhas Mortlock, Guam, Havaí e nos Estados Unidos. Existem pelo menos onze dialetos diferentes que mostram algum tipo de correspondência com os grupos da Ilha Mortlock.

## Fonologia
Lukunosh, um dialeto de Mortlockês, tem nove fonemas vocálicos e 15 fonemas consoantes.
|              | Anterior | Central | Posterior |
| ------------ | -------- | ------- | --------- |
| Fechada      | i        | ʉ       | u         |
| Meio Fechada |          |         | o         |
| Medial       |          | ɞ       |           |
| Meio Aberta  | ɛ        |         | ɔ         |
| Aberta       | æ        | a       |           |

Tabela conforme pág. 100 de Odango, Emmerson.
|                     | Bilabial | Bilabial arredondada | Labio- dental | Dental | Alveolar | Alveo-palatal | Palatal | Velar |
| ------------------- | -------- | -------------------- | ------------- | ------ | -------- | ------------- | ------- | ----- |
| Oclusiva            | p        | pw                   |               | t      |          |               |         | k     |
| Nasal               | m        | mw]]                 |               |        | n        |               |         | ŋ     |
| Fricativa           |          |                      | f             |        | s        | ʃ             |         |       |
| Africada            |          |                      |               |        |          | tʃ            |         |       |
| Vibrante            |          |                      |               |        | r        |               |         |       |
| Lateral Aproximante |          |                      |               |        | l        |               |         |       |
| Semivogal           | w        |                      |               |        |          |               | j       |       |

Tabela conforme pág.96 de Odango, Emmerson.
A geminação é possível para todas as consoantes. (pg.98)
As sílabas estão na forma de (C) (C) V (V) (C) (C), onde (C) é uma consoante opcional e (V) é uma vogal opcional. Um exemplo de sílaba do CCVVCC é  so.ko.  'Ppaat'   (ou seja, variado em Lukunosh Mortlockês). (pág.110) 

## Amostra de texto
Mé mwmwan meet mwonson, iaa mwashan féérei iáái kapsen tiirou óómi, shóón pangei iáái mmak ie—sááilón re Mwoshlók mwonson. Iaa min kilissou reen náái sounpatak kewe, pwe úkkúúkún iáái kile, iaa angai sangei iáái sukuul reer. Amwusaala iáái tipis kare mii mwáál meet iké makkei. Source: Kapasen Mwoshlók: Speech of the Mortlocks

## References
1. 1 2 3 4 5  Odango, Emerson. 2015. Afféú Fangani ‘Join Together’: A Morphophonemic Analysis Of Possessive Suffix Paradigms And A Discourse-Based Ethnography Of The Elicitation Session In Pakin Lukunosh Mortlockese. University of Hawai'i at Mānoa Ph.D. dissertation.
2. ↑  Marshall, Mac (2004). Namoluk Beyond the Reef: The Transformation of a Micronesian Community. [S.l.]: Westview Press. p. 18. ISBN 9780813341620